# ماركو مانسو
ماركو مانسو هو لاعب كرة قدم برازيلي، ولد في 9 أكتوبر 1973.